# Tanja Machalet
Tanja Machalet (nascida Breuer, 1 de maio de 1974) é uma política alemã do Partido Social-Democrata (SPD). Machalet tornou-se membro do Bundestag nas eleições federais alemãs de 2021 e representa o eleitorado de Montabaur.